# 고성고등학교 (강원)
고성고등학교(高城高等學校)는 대한민국 강원특별자치도 고성군 간성읍 상리에 있는 공립 고등학교이다.

## 학교 연혁
- 1958년 5월 25일 : 고등학교 개교
- 2009년 3월 1일 : 고등학교 13학급 인가
- 2025년 1월 3일 : 제65회 졸업식(졸업생 76명, 졸업생 누계 9,091명)
- 2025년 3월 1일 : 제29대 박명선 교장 부임
- 2025년 3월 4일 : 제68회 입학식(입학생 74명)

## 참고 자료
- 고성고등학교 - 한국교육학술정보원 학교알리미